# Lipiany (województwo dolnośląskie)
Lipiany – wieś w Polsce położona w województwie dolnośląskim, w powiecie bolesławieckim, w gminie Bolesławiec.

## Położenie
Wieś otoczona jest Borami Dolnośląskimi – Obręb Leśny Wierzbowa.
W latach 1975–1998 miejscowość administracyjnie należała do województwa jeleniogórskiego.